# Puerto de Tantzotzob
Puerto de Tantzotzob är en ort i Mexiko.   Den ligger i kommunen Aquismón och delstaten San Luis Potosí, i den centrala delen av landet, 240 km norr om huvudstaden Mexico City. Puerto de Tantzotzob ligger 1 009 meter över havet och antalet invånare är 324.
Terrängen runt Puerto de Tantzotzob är huvudsakligen kuperad, men åt nordost är den bergig. Runt Puerto de Tantzotzob är det ganska tätbefolkat, med 134 invånare per kvadratkilometer. Närmaste större samhälle är Tampate, 10,0 km öster om Puerto de Tantzotzob. I omgivningarna runt Puerto de Tantzotzob växer i huvudsak städsegrön lövskog.